# Route 19 (Manitoba)
La Route 19 (PTH 19) est une courte route du Manitoba. Elle relie la route 10 près de Wasagamig à la route 5 près de Norgate. La majeure partie de la route se trouve dans les limites du Parc national du Mont-Riding,

## Description du tracé

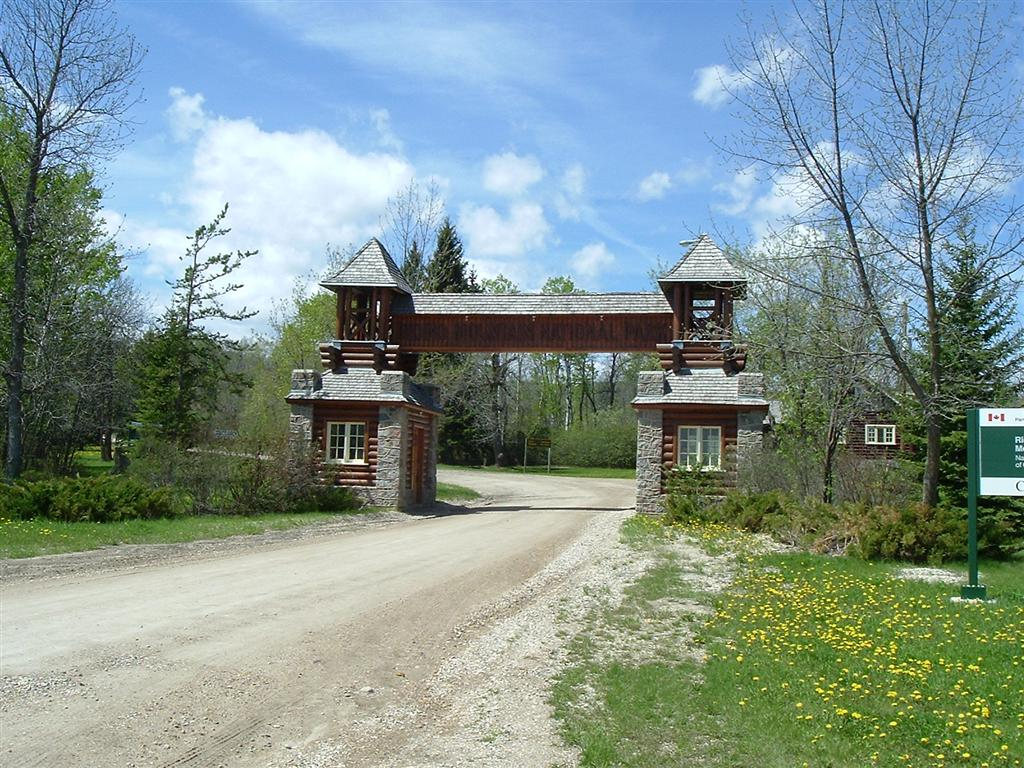
Entrée est du Parc national du Mont-Riding

La route 19 est la seule route principale du réseau routier de la province à être entièrement en gravier. La route traverse le Parc national du Mont-Riding, à l'exception des cinq derniers kilomètres à l'est. La route est fermée au trafic routier lourd à l'intérieur du parc durant les mois d'hiver.

## Intersections majeures
| Division | Ville                        | km    | Destinations                           | Notes |
| -------- | ---------------------------- | ----- | -------------------------------------- | ----- |
| No. 17   | Parc national du Mont-Riding | 0,00  | PTH-10 – Wasagaming, Dauphin           |       |
| No. 17   |                              | 34,00 | PTH-5 (Parks Road) – McCreary, Neepawa |       |
|          |                              |       |                                        |       |